# Nozomi Ōsako
Nozomi Ōsako (japanisch 大迫 希 Ōsako Nozomi; * 27. November 1990 in der Präfektur Kagoshima) ist ein ehemaliger japanischer Fußballspieler.

## Karriere
Ōsako erlernte das Fußballspielen in der Schulmannschaft der Kagoshima Josei High School. Seinen ersten Vertrag unterschrieb er 2009 bei Roasso Kumamoto. Der Verein, der in der Präfektur Kumamoto beheimatet ist, spielte in der zweiten japanischen Liga, der J2 League. Für den Verein absolvierte er 83 Ligaspiele. 2015 wechselte er nach Yufu zu Verspah Ōita. Mit dem Verein spielte er in der Japan Football League. Im Januar 2016 unterschrieb er in Fujieda einen Vertrag beim Drittligisten Fujieda MYFC. Für Fujieda stand er 98-mal in der dritten Liga auf dem Spielfeld.
Am 1. Februar 2021 beendete Nozomi Ōsako seine Karriere als Fußballspieler.